# Neotroponiscus carolii
Neotroponiscus carolii är en kräftdjursart som beskrevs av Arcangeli1936. Neotroponiscus carolii ingår i släktet Neotroponiscus och familjen Bathytropidae. Inga underarter finns listade i Catalogue of Life.